# 日本人とロシア人の友好の家
座標: 北緯44度1分40秒 東経145度51分35秒 / 北緯44.02778度 東経145.85972度

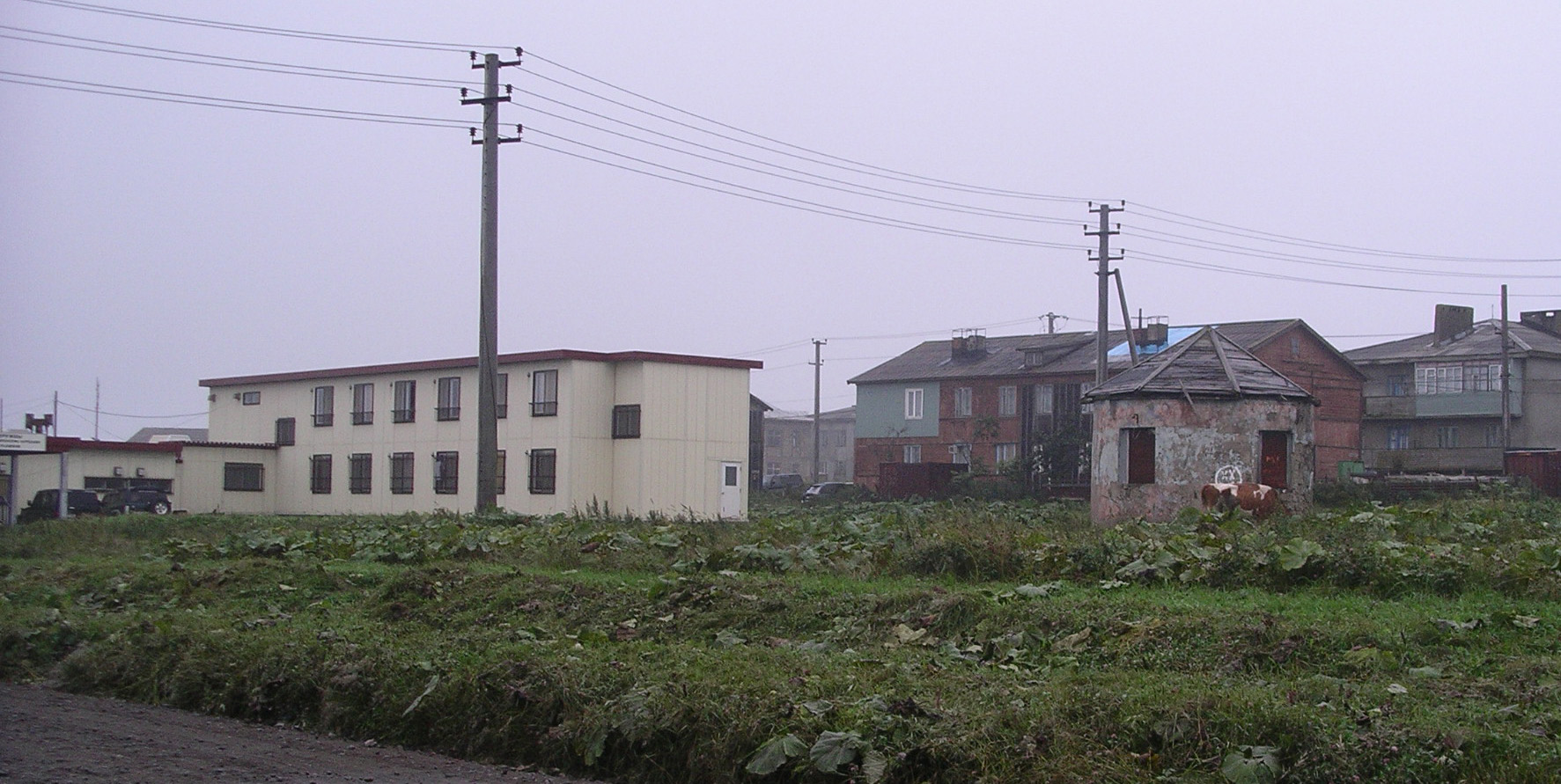
古釜布の街中に、旧ソ連が建設した建物と並んで建つ「友好の家」。

日本人とロシア人の友好の家（にほんじんとろしあじんのゆうこうのいえ、ロシア語: Дом дружбы между российским и японским народами）は、国後島の中心集落古釜布／ユジノクリリスクのグネチコ通りにある緊急避難所兼宿泊施設として建設され、1999年（平成11年）10月24日に竣工した施設である。建設に尽力した鈴木宗男の名前からムネオハウスの俗称がある。

## 概要

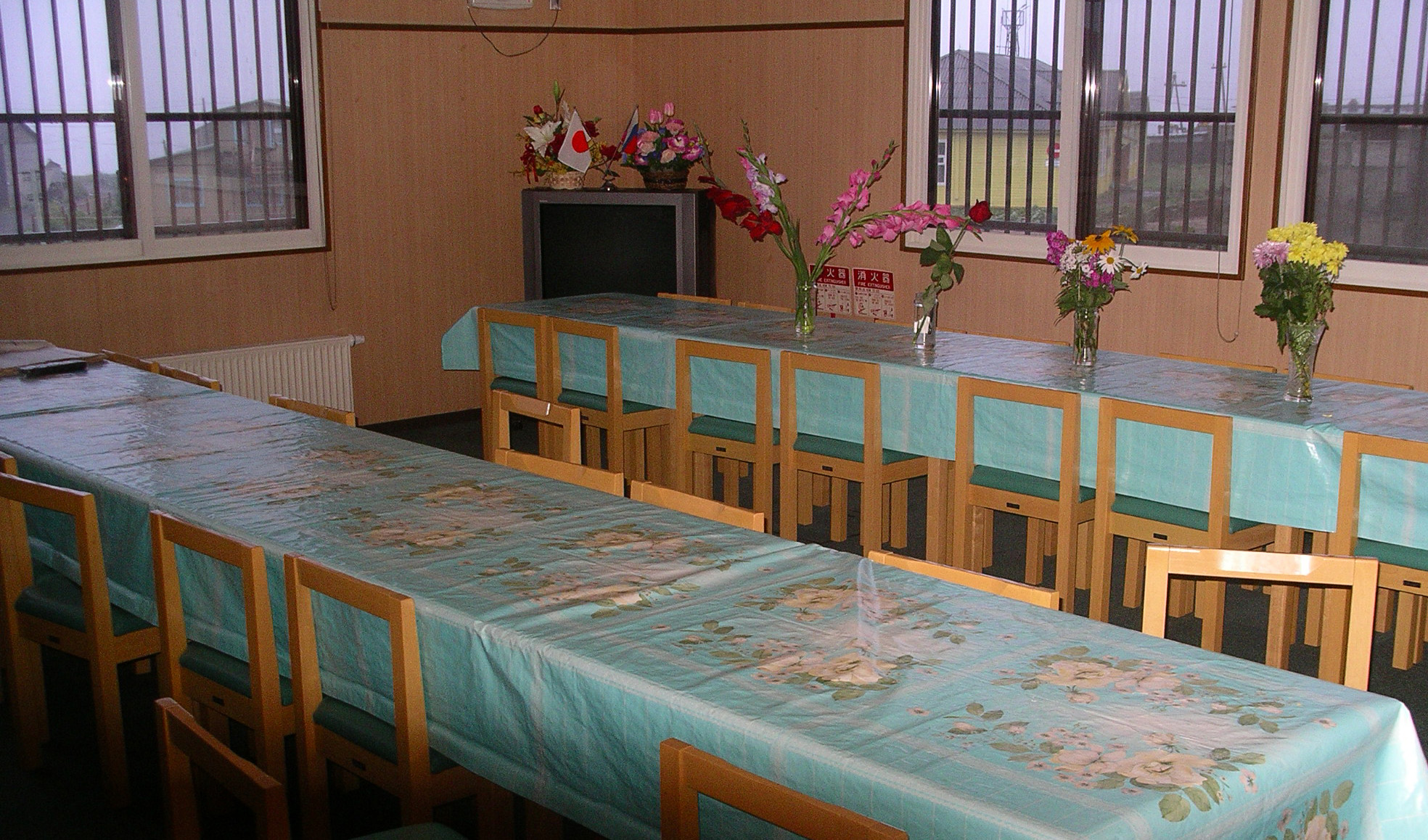
食堂兼集会室。日露双方の国旗、日本製消火器が置いてある。窓の外の黄色い建物は南クリル（南千島）行政府庁舎。

ロシアが実効支配し、日本政府が領有権を主張する「北方領土（北方四島）」の一つ、国後島に置かれている。領有権問題を棚上げした四島関係者の「ビザなし交流」の延長線上にあり、国後島民の緊急避難用として、また副次的には交流で訪問する日本人の宿泊先として建設され、実態としては、日本人訪問団、ならびに日本に「ビザなし交流」で赴くロシア人住民の宿舎として利用されてきた。施設の管理はロシア側が行っている。
電話番号は 42455-22155 である。建物は2階プレハブ建ての比較的簡素なつくりであり、部材はすべて日本本土から持ち込んだもので、鈴木の働きかけにより根室に本社がある渡辺建設工業が元請となって建設された。総工費は4億1685万円。内部はほぼ完全に日本様式になっている。1室の定員は、2 - 6人と室により異なる。
付帯設備として、シャワー式浴場、食堂、厨房、洗面所、洗濯機、管理人室などが設置されている。これらの室にある家具類も、すべて日本から持ち込まれたものである。ロシア仕様のコンセントと、日本仕様の100Vのコンセントの両方がある。
北海道選出の衆議院議員鈴木宗男の尽力によって建設された。2002年に鈴木宗男に対して利権疑惑の一環として日本人とロシア人の友好の家の鈴木利権が取り上げられ、鈴木の公設秘書1人と地元建設業者5人の計6人が起訴され、全員が有罪判決を受けた。利権疑惑は他にも波及し、鈴木の政治的影響力は低下した。
鈴木が外務省に対し権勢を振るっていた頃は、日本政府から潤沢な維持費が提供されていたが、鈴木事件の後は全て打ち切られた。
このため、内部の維持に経済的に苦慮する状態となっており、ビザなし交流団だけでなく一般観光客などを有料で宿泊させて維持費を捻出している。
一方で2006年8月16日に発生したロシア側が拿捕した日本の蟹かご漁船（第31吉進丸事件）の乗組員が一時この施設に拘束されたことがあるなど、四島における現状唯一の実質的な対日本関係の建物でもある。
2022年ロシアのウクライナ侵攻後、改装され、一般向けの宿泊・飲食施設に営利転用されている（後述）。

## ムネオハウスムーヴメント
鈴木宗男に対して利権疑惑が浮かび上がった2002年2月頃に、インターネット掲示板2ちゃんねるのテクノ板で「アシッドハウス=ムネオハウス」というスレッドが立てられた。
当初はただの駄洒落で立てられたというスレッドだったが、スレッドの中でテクノ板の住人達が、鈴木宗男ら当時の国会議員の答弁等の声をサンプリングしたハウスミュージックを発表する。
ちょうど日本の学校の春休みの時期と重なり、心得のある人などが、楽曲は勿論、楽曲を題材にしたPV仕立てのFlashムービーや、架空のCDジャケットを制作した。
楽曲はハウスやテクノはもちろん、ユーロビート、トランス、ヒップホップ、R&Bなど多岐にわたったが、これらのジャンルも総称して「ムネオハウス」と呼ばれた。
2002年の春から夏にかけて、東京・新宿、京都市のディスコ、クラブなどでイベントが開催され、それに伴い楽曲のダウンロード数も連日増加し、一時は楽曲を保管するサーバの転送量が問題になる。
2003年以降、ブームが去った後も、場所を公式サイトの掲示板に移して楽曲は制作し続けられ、現在に至るまでアルバムにして約20枚相当の楽曲が完成している。2004年5月に札幌で、2006年2月に東京で開催されたムネオハウスのクラブイベントには「MCムネオ」として鈴木宗男本人も参加しており、鈴木だけに限れば「事実上の本人の公認（許可）」となっている。

## 施設改装及び営利転用
2023年（令和5年）7月29日に報じられたところでは、2022年ロシアのウクライナ侵攻後に施設は改装されて一般向けの宿泊・飲食施設に営利転用されており、教室だった部屋にはテレビやビールサーバーが備え付けられて食堂兼スポーツバーに転用されている。